# Świniochwast
Świniochwast, plechota (Axyris L.) – rodzaj roślin z rodziny szarłatowatych. Obejmuje 7 gatunków. Centrum zróżnicowania znajduje się w górach Azji Środkowej od północnej części pasma Tienszan po Ałtaj, gdzie występują cztery gatunki. Zasięg rodzaju obejmuje jednak rozległe obszary Azji (bez jej południowej części), a jeden gatunek sięga także południowo-wschodniej Europy (europejskiej części Rosji, bez jej północnej części). W Polsce przejściowo zawlekany był świniochwast wschodni A. amaranthoides (we florze ma status efemerofita). Gatunek ten jako introdukowany rośnie w różnych krajach Europy Środkowej i Północnej, w Stanach Zjednoczonych i Kanadzie oraz w Japonii. W Ameryce Północnej ma charakter inwazyjny.
Rośliny te występują na stepach, pustyniach chłodnych, w górskich formacjach trawiastych i na terenach skalistych sięgając do wysokości 4700 m n.p.m., poza tym w siedliskach przekształconych przez człowieka.

## Morfologia
PokrójRośliny jednoroczne o pędzie płożącym, podnoszącym się lub wzniesionym, pokrytym gęsto gwiazdkowatymi włoskami.
LiścieSkrętoległe, ogonkowe, lancetowate do jajowatych, całobrzegie.
KwiatyJednopłciowe (rośliny są jednopienne). Kwiaty męskie są siedzące, skupione w szczytowe kwiatostany kłosokształtne pozbawione podsadek i przysadek. Kwiaty żeńskie wyrastają poniżej niż w skupieniach w kątach podsadek, każdy wsparty dwiema drobnymi przysadkami. Kwiaty męskie mają okwiat składający się z 3–5, jajowatych lub eliptycznych, błoniastych i gęsto owłosionych listków. Pręcików jest od 2 do 5. Pylniki są szerokoowalne. Zalążnia jest szczątkowa. W kwiatach żeńskich okwiat składa się z 2–4 błoniastych lisków, powiększających się w czasie owocowania. Jajowata zalążnia zwieńczona jest krótką szyjką słupka zakończoną dwoma znamionami.
OwoceJednonasienne orzeszki o owocni ściśle przylegającej do łupiny nasiennej. Owoce są czarne i brązowe, elipsoidalne lub jajowate, nieco spłaszczone, gładkie lub pomarszczone, często z przydatkiem w postaci grzebienia.

## Systematyka
Rodzaj z rodziny szarłatowatych Amaranthaceae w jej szerokim ujęciu (obejmującym komosowate Chenopodiaceae). W obrębie rodziny rodzaj należy do podrodziny komosowych Chenopodioideae i plemienia Axyrideae. 
Wykaz gatunków
- Axyris amaranthoides L. – świniochwast wschodni[5], plechota szarłatowata[6]
- Axyris caucasica (Sommier & Levier) Lipsky
- Axyris hybrida L.
- Axyris koreana Nakai
- Axyris mira Sukhor.
- Axyris prostrata L.
- Axyris sphaerosperma Fisch. & C.A.Mey.